# Грегор, Курт
Курт Гре́гор (нем. Kurt Gregor; 21 августа 1907, Дрезден, Германская империя — 5 мая 1990, Берлин, ГДР) — восточногерманский государственный деятель, министр внутригерманской и внешней торговли ГДР (1952—1954).

## Биография
Родился в рабочей семье, в 1926 г. получил образование механика и до 1927 г. работал по специальности в Дрездене. В 1926—1931 годах продолжил обучение на вечерних курсах по специальности инженер-механик. С 1927 по 1932 г. — техник и инженер в «Дрезднер Машиненфабрикен».
В 1931 г. вступил в КПГ и «Красную помощь». С 1932 по 1938 г. работал техником и техническим директором на различных машиностроительных заводах в Советском Союзе. После этого он вернулся в Германию и до 1945 г. работал техническим директором на механических заводах, преимущественно в Дрездене, занимался нелегальной политической деятельностью.
В 1946 г. вступил в СЕПГ и Объединение свободных немецких профсоюзов.
- 1946—1950 гг. — начальник Главного управления экономического планирования земельного правительства Саксонии,
- 1950—1951 гг. — статс-секретарь в министерстве тяжелой промышленности,
- 1951—1952 гг. — статс-секретарь в министерстве внутригерманской и внешней торговли Германии.

С 1952 по 1954 год — министром внутригерманской и внешней торговли ГДР. В ноябре 1954 года он получил строгое партийное взыскание, поскольку не выполнил решение Совета министров и допустил потерю государственной собственности, был переведен на должность статс-секретаря, но до апреля 1955 г. оставался фактическим главой министерства.
В октябре 1956 г. был назначен заместителем председателя Государственной плановой комиссии ГДР и начальником отдела перспективного планирования. В августе 1958 г. становится первым заместителем Госплана, а в декабре 1958 г. — членом Совета министров ГДР.
С июля 1961 г. — заместитель председателя Экономического совета, в 1963—1967 гг. — заместитель секретаря Секретариата СЭВ в Москве.
Избирался депутатом Народной палаты ГДР (1958—1963).

## Награды и звания
- Почётная пряжка в золоте к ордену «За заслуги перед Отечеством» 1-й степени (1982).
- Орден «За заслуги перед Отечеством» 1-й степени (1970).